# باول ليو
باول ليو (بالألمانية: Paul Leo)‏ هو عالم عقيدة ألماني وأمريكي، ولد في 9 يناير 1893 في غوتينغن في ألمانيا، وتوفي في 10 فبراير 1958 في دوبوك في الولايات المتحدة.